# Liksus

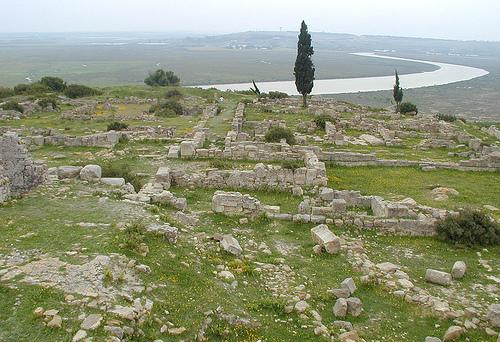
Ruiny Liksus na tle rzeki Lukus

Liksus (łac. Lixus, fen. Makom Szemesz = „Miasto Słońca”, arab. ليكسوس) –  stanowisko archeologiczne w północno-zachodnim Maroku, niedaleko wybrzeży Atlantyku na południe od Tangeru, w rejonie współczesnego miasta Al-Araisz. Zachował się tu kompleks starożytnych ruin rzymskiego miasta, położonych nad brzegami rzeki Lukus.

## Historia
Osada istniała już najprawdopodobniej w czasach prehistorycznych, odkryto tu bowiem megalityczne kamienie w rejonie akropolu. Również używana przez Fenicjan nazwa „Miasto Słońca” wydaje się mieć związek z kulturą istniejącą tu przed ich przybyciem.
Sami Fenicjanie pojawili się tu najprawdopodobniej już w XI wieku p.n.e i założyli tu swoje pierwsze miasto portowe w Afryce Północnej. W II wieku p.n.e. osada przeszła pod władzę Numidyjczyków, później Rzymian. Aż do III wieku n.e. miasto bujnie się rozwijało i było jednym z ważniejszych ośrodków miejskich rzymskiej prowincji Mauretania Tingitana. Jednak od czasu, kiedy cesarz Dioklecjan pozbawił Liksus protekcji Rzymu, miasto stopniowo podupadało, aż w V wieku n.e. zostało ostatecznie opuszczone.

## Mitologia
Tradycja starogrecka łączy Liksus z pracami Heraklesa. U ujścia rzeki Lukkos miał się bowiem znajdować pałac króla Antajosa otoczony mitycznym Ogrodem Hesperyd. Złote jabłka, których przyniesienie zleciła Heraklesowi bogini Hera najczęściej uważa się w tym kontekście za rosnące na tych terenach mandarynki.

## Wykopaliska
Na rozległym terenie wykopalisk zachowały się ruiny starożytnych domów i świątyń ze zdobiącymi je mozaikami i stiukami. Najstarsze zabytki datowane są na VI wiek p.n.e., a więc pochodzą jeszcze z czasów fenickich. Można tu też zobaczyć m.in. pozostałości łaźni rzymskich, amfiteatru i wczesnochrześcijańskiej bazyliki.